# 相沢春洋
相沢 春洋（あいざわ しゅんよう、1896年（明治29年）2月14日 - 1963年（昭和38年）11月23日）は、神奈川県三浦郡浦賀町（現・横須賀市）生まれの書家。

## 経歴
1916年に早稲田実業学校を卒業し、早稲田大学商科に入学したが、中途で退学している。1913年より中村春堂に師事し、また小野鵞堂にも益を受け、さらに田中親美について上代様古筆および大和絵について教えを受けた。東洋家政女学校、慶応義塾商業学校、府立滝野川商工学校、女子高等学園に勤務した。大日本書道奨励協会審査員、美術協会協議員、日本書道会協議員、泰東書道院理事審査員をつとめ、戦後は日本書道美術院の創立に参画し、理事審査員として同院の発展に寄与した。

## 著書
- 『ペン習字三体字引』（編著）辰文館、1922年
- 『ペン習字青年手紙之文』（編著）辰文館、1923年
- 『書法早わかり』辰文館、1923年
- 『楷書 東湖正気歌』辰文館、1926年
- 『漢字のくづし方』辰文館、1931年
- 『文字のくづし方』辰文館、1931年
- 『法帖之見方』雄山閣、1934年
- 『女子手紙文集』1934年
- 『かなの学び方』雄山閣、1937年
- 『古筆の見方』寶雲舎、1939年（寶雲文庫、1942年）